# Fenerbahçe Spor Kulübü (athlétisme)
 (août 2018).
Si vous disposez d'ouvrages ou d'articles de référence ou si vous connaissez des sites web de qualité traitant du thème abordé ici, merci de compléter l'article en donnant les références utiles à sa vérifiabilité et en les liant à la section « Notes et références ».
Le Fenerbahçe Spor Kulübü, section athlétisme est la section d’athlétisme du club dénommé Fenerbahçe SK. Les locaux de cette section d’athlétisme se situent dans le district de Kadıköy, à Istanbul. La section est fondée en 1913 et fait partie des plus renommées de Turquie avec au compteur 20 titres de champions de la ligue turque d’athlétisme masculin. Le groupe féminin ne démerite pas car il compte 8 titres de champions de la ligue turque d’athlétisme féminin à son actif, le groupe a d’ailleurs participé plusieurs fois à la Coupe d'Europe des clubs champions d'athlétisme.
Le Fenerbahçe a le privilège de posséder un bon nombre de grand athlètes turcs dans ses membres. Et ces derniers ne cessent de mettre en avant le club ainsi que le sport turc sur la scène internationale lors des compétitions européennes ou mondiale.

## Équipe actuelle

### Hommes
- Ramil Guliyev
- İrfan Yıldırım
- Özkan Baltacı
- Osman Can Özdeveci
- Ali Kaya
- Aras Kaya
- Alperen Acet
- Fatih Avan
- Vedat Akkurt
- Samir Akovalı
- Fatih Aktaş
- Fahri Arsoy
- Serhat Aydın
- Sercan Basım
- Fadıl Bombacı
- Emrecan Ercan
- Batuhan Işık
- Davut Karabulak
- Ali Ekber Kayaş
- Ahmet Talha Kılıç
- Berk Köksal
- Alper Kulaksız
- Berkin Özfırat
- Mustafa Özseçer
- Furkan Şen
- Burak Yılmaz
- Tolga Yılmaz

### Femmes
- Tuğçe Şahutoğlu
- Eda Tuğsuz
- Sare Bostancı
- Hilal Dündar
- Dilek Esmer
- Yudum İliksiz
- Meryem Kasap
- Emine Selda Kırdemir
- Büşra Nur Koku
- Demet Parlak
- Özge Soylu
- Emel Şanlı
- Zehra Uzunbilek

## Palmarès (Homme)

### Compétitions nationales
- Ligue turque d’athlétisme masculin
  - Victoire (20) (le record): 1987, 1989, 1990, 1991, 1992, 1993, 1994, 1995, 1996, 1997, 1998, 1999, 2001, 2003, 2004, 2005, 2006, 2008, 2009, 2012

## Palmarès (Femme)

### Compétitions nationales
- Ligue turque d’athlétisme féminin
  - Victoire (8): 1995, 1996, 1997, 1999, 2000, 2009, 2014, 2015